# Mary Ann Nichols

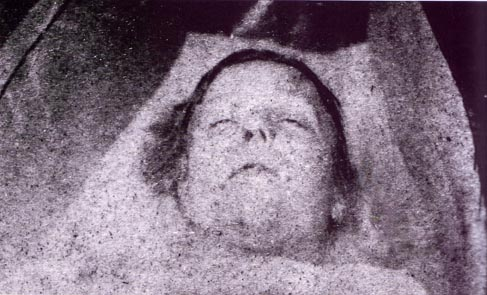
Mary Ann Nichols bei der Aufbahrung

Mary Ann Nichols (* 26. August 1845 in Dawes Court, London; † 31. August 1888 in Whitechapel, London) ist das erste Opfer der kanonischen fünf Whitechapel-Morde des Serienmörders Jack the Ripper, der im späten Sommer und Herbst 1888 im Londoner East End mehrere Prostituierte tötete und anschließend verstümmelte.

## Allgemeines
Wie auch bei anderen Opfern des Rippers gibt es einige Unstimmigkeiten bezüglich ihrer persönlichen Angaben. Sie war 43 Jahre alt und zum Zeitpunkt ihres Todes mittellos. Während ihr Totenschein zum Todeszeitpunkt ein Alter von 42 Jahren auswies, war sie laut Geburtsunterlagen bereits 43 Jahre alt. Dieser offensichtliche Fehler spiegelte sich auch an ihrer Sargtafel und am Grabstein wider. Ihr Vater bestätigte im Rahmen der Untersuchungen das Alter von 43 Jahren und beschrieb sie als jemanden, der zehn Jahre jünger aussah, als es ihrem tatsächlichen Alter entsprochen hätte.
Mit Spitznamen hieß Mary Ann Nichols „Polly“.

## Früheres Leben
Mary Ann Nichols war die Tochter des Schlossers Edward Walker und seiner Frau Caroline. Nichols wurde am 26. August 1845 als Mary Ann Walker in Dawes Court, London geboren.

## Ehe und Kinder
Am 16. Januar 1864 heiratete sie den Druckmaschinenbauer William Nichols. Das Ehepaar hatte fünf Kinder, bevor die Ehe 1880 aus umstrittenen Gründen zerbrach. Nichols wurde durch ihren Vater und andere Personen als eine starke Trinkerin beschrieben. William Nichols wurde im Rahmen der Untersuchungen beschuldigt, seine Ehefrau aufgrund einer Affäre mit einer Krankenschwester verlassen zu haben. Er behauptete hingegen beweisen zu können, dass seine Ehe mit Mary Nichols noch drei Jahre nach der angeblichen Affäre fortwährte und sie ihn wiederholt allein gelassen hatte.
Pflichtgemäß zahlte William Nichols an Mary für ein oder zwei Jahre wöchentlich fünf Schillinge. Als ihm mitgeteilt wurde, dass sie mit einem anderen Mann zusammen lebte, stellte er jedoch seine Zahlungen ein.

## Ihr Leben in Whitechapel
Mary Nichols verbrachte die meiste Zeit der letzten Jahre in Arbeitshäusern und Pensionen. Sie lebte von ihren spärlichen Einkünften als Prostituierte. Später lebte sie für eine kurze Zeit mit ihrem Vater zusammen, doch verließ sie ihn wieder aufgrund eines Streits. Ihr Vater gab an, sie habe nachher zeitweise mit einem Schmied zusammengelebt. Im Mai 1888, dem Jahr ihres Todes, lebte sie zunächst im Lambeth Arbeitshaus. Dieses verließ sie, um als Hausbedienstete zu arbeiten. Dort war sie mit ihrer Position unzufrieden und verließ ihren Arbeitgeber einen Monat später. Bei dieser Gelegenheit stahl sie Kleidung im Wert von drei Pfund und zehn Schillingen.

## Der Mord an Mary Ann Nichols
Am 30. August 1888 um etwa 23 Uhr wurde Mary Ann Nichols dabei gesehen, wie sie die Whitechapel Road entlang ging, ungefähr eine Stunde später verließ sie den Frying Pan Pub in der Brick Lane. Um 00:20 Uhr des 31. August fragte sie in der Thrawl Street nach einem Zimmer, wurde aber vom Vermieter abgewiesen, da sie die Miete nicht bezahlen konnte. Sie gab dem Vermieter zu verstehen, dass sie bald ihr Geld zusammen haben würde und verwies auf ihre „schöne Haube“, die der Vermieter noch nie zuvor gesehen hatte.
Etwas mehr als eine Stunde später traf Ellen Holland um 02:30 Uhr an der Ecke Osborne Street und Whitechapel High Street auf Nichols. Diese war völlig betrunken und beklagte sich darüber, dass sie bereits dreimal die Miete für die Übernachtung verdient, aber das ganze Geld sofort wieder vertrunken hatte. Holland, die sich genau an die Uhrzeit erinnern konnte, da sie den Glockenschlag einer nahe gelegenen Kirche hörte, bot Nichols an, sie zur Thrawl Street zu begleiten, was die aber ablehnte.
Um circa 03:15 Uhr passierten Constable John Thain und Sergeant Kerby die Buck’s Row (heute: Durward Street), konnten aber nichts Ungewöhnliches feststellen. Zwischen 03:40 Uhr und 03:45 Uhr gingen Charles Cross (alias Charles Lechmere) und Robert Paul nacheinander die Buck’s Row entlang und bemerkten ein in der Dunkelheit zunächst nicht erkennbares Objekt. Als sie näher kamen, fanden sie den Körper einer Frau, deren Rock hochgeschoben war. Sie zogen ihn wieder zurecht, um ihren Unterleib zu verdecken, und machten sich auf den Weg, um nach einem Constable zu suchen, da sie sich nicht sicher waren, ob die Frau tot war oder aufgrund von Alkoholkonsum nur bewusstlos. Sie trafen auf den Polizisten Jonas Mizen, benachrichtigten ihn und machten sich auf den Weg zur Arbeit. Als Mizen den Fundort der Leiche erreichte, stießen auch die Constable John Neil und Thain dazu. Als sie mit ihrer Lampe den Körper untersuchten, stellten sie fest, dass die Kehle durchschnitten war.
Um 4 Uhr stellte der in der Nähe des Tatorts lebende Chirurg Henry Llewellyn den Tod von Mary Ann Nichols fest, der ihm zufolge etwa 30 Minuten zuvor eingetreten war. In einer kurzen Beschau bemerkte er Blut im Rinnstein, dessen Menge etwa dem Inhalt von 1,5 Weingläsern entsprach. Für ihn bestand kein Zweifel, dass sie am Fundort ermordet worden war. Nichols wurde später anhand ihrer Kleidung identifiziert.
In der späteren Leichenbeschau wurden an ihrem Körper mehrere Blutergüsse gefunden, zudem waren die Halsschlagadern mit einem etwa 20 cm langen Schnitt durchtrennt. Mehrere Schnitte befanden sich am Unterleib verteilt. Alle Schnittverletzungen wurden mit demselben Tatwerkzeug, einem mäßig scharfen Messer mit einer langen Klinge, zugefügt; der Täter musste dabei mit großer Gewalt vorgegangen sein.